# Movimento Vem pra Rua
O Movimento Vem pra Rua é um movimento político-social brasileiro fundado em outubro de 2014. O movimento surgiu como uma tentativa de organizar e captar pessoas em razão da crise política e econômica no país durante o Governo Dilma, tendo como alvo o próprio governo da ex-presidente, o combate à corrupção, o impeachment de Dilma Rousseff e a aprovação das 10 Medidas contra corrupção, projeto de lei do Ministério Público Federal.

## Participação no processo de impeachment de Dilma Rousseff

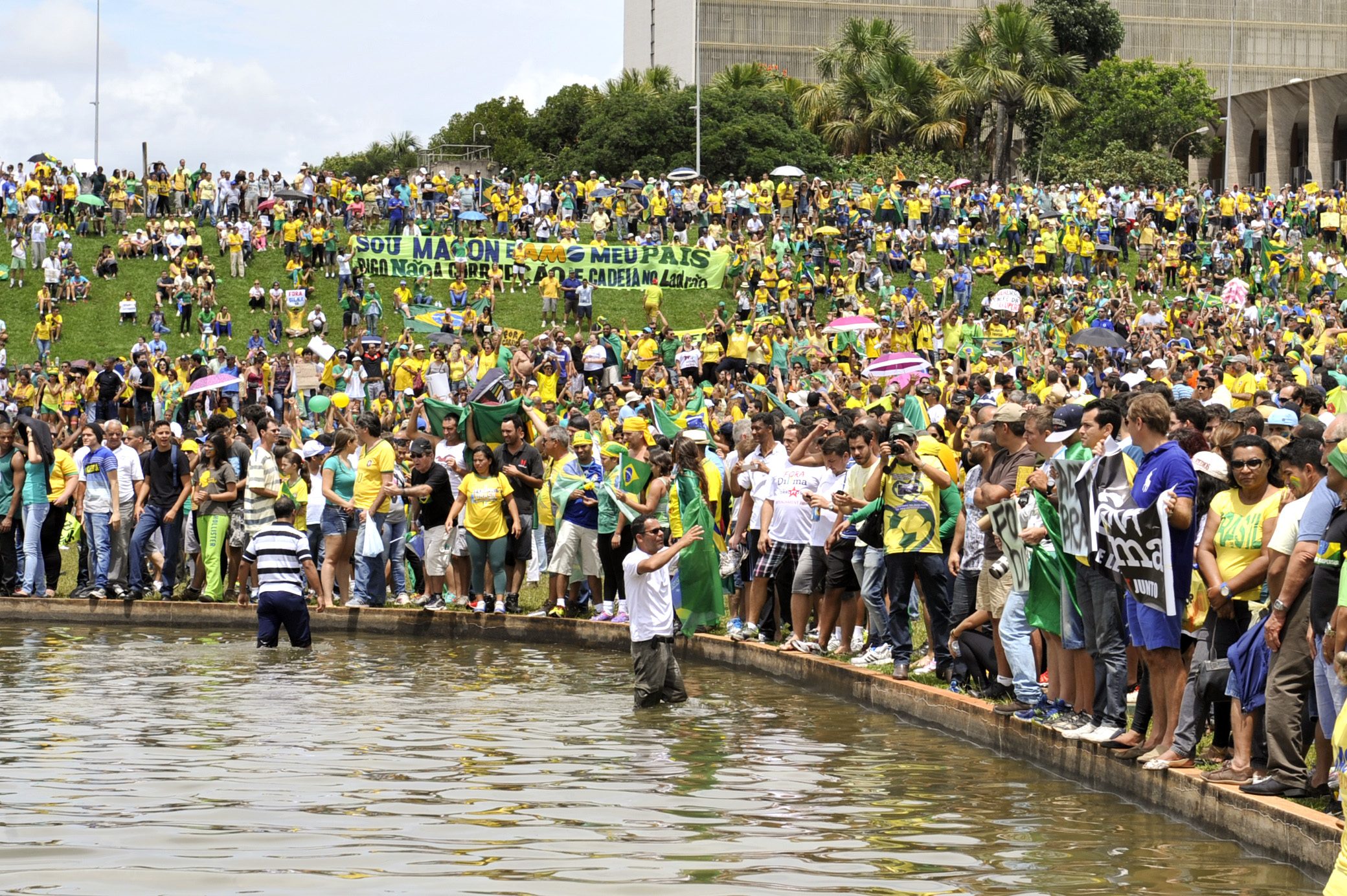
Manifestação de 15 de março de 2015 contra corrupção e a favor do impeachment de Dilma Rousseff.

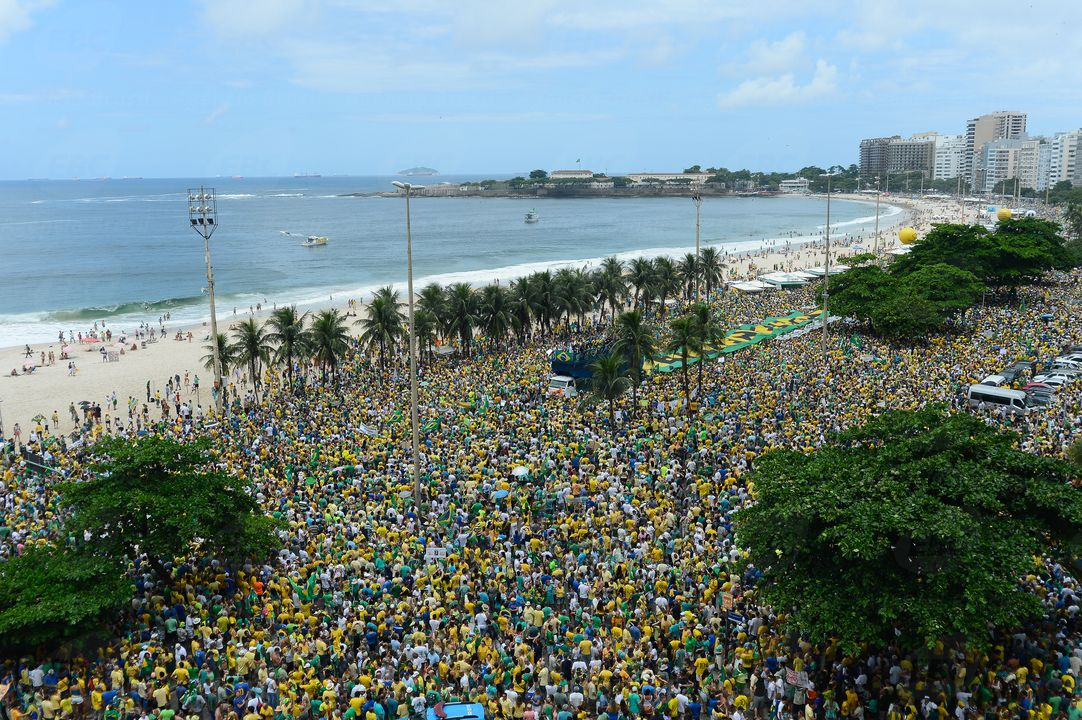
Manifestação de 13 de março de 2016, no Rio de Janeiro.

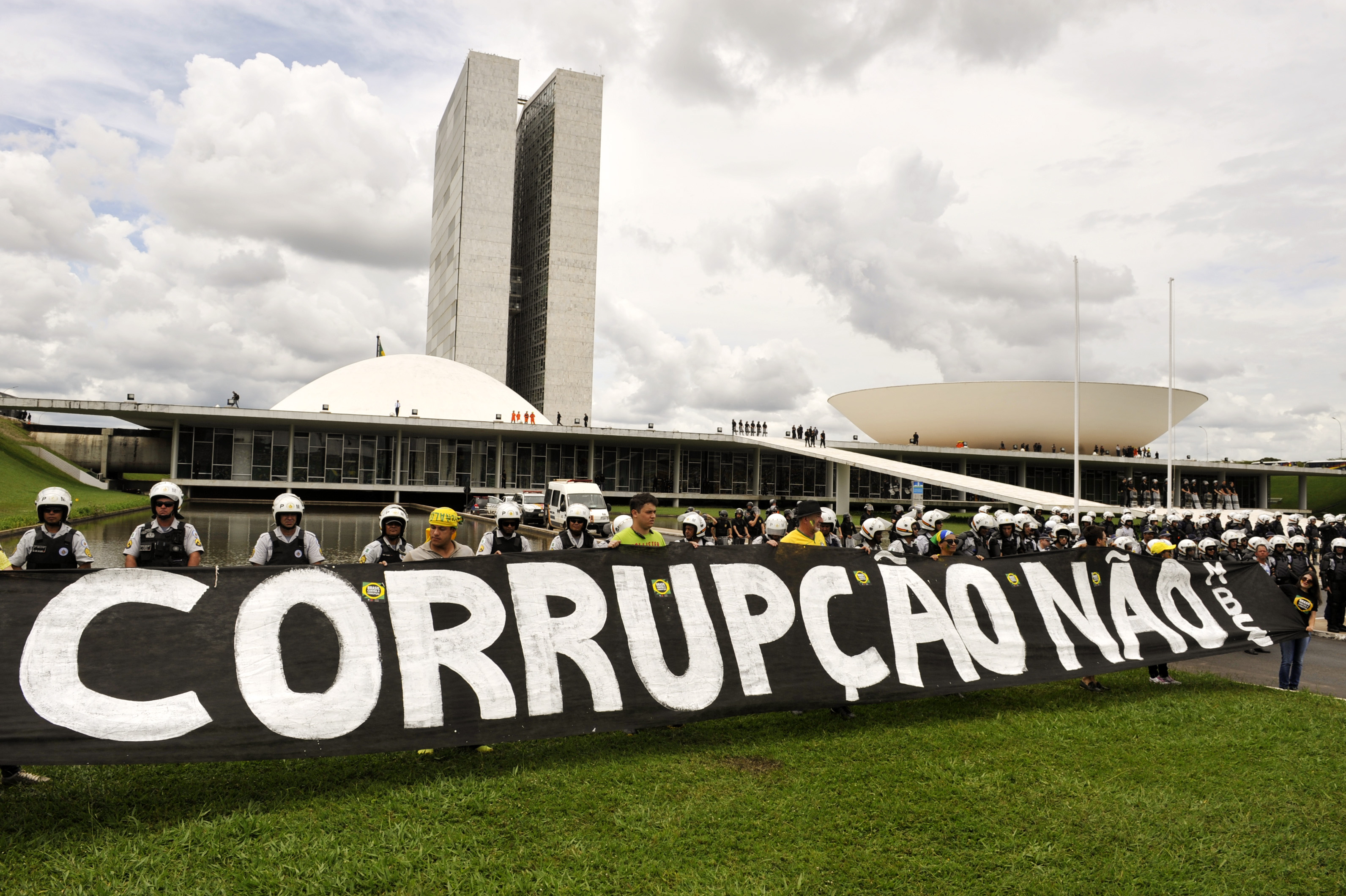
Esplanada dos Ministérios, Brasília, em 2015.

A partir de abril de 2015, o Movimento Vem Pra Rua passou a apoiar o impeachment da presidente Dilma Rousseff.
Nos anos de 2015 e 2016, o Vem Pra Rua organizou, junto a outros movimentos da sociedade civil, manifestações em todo o Brasil contra a corrupção, o Partido dos Trabalhadores e o governo da presidente Dilma Rousseff.
O protesto do dia 15 de março de 2015 foi considerado a maior mobilização popular no país desde o início da Nova República até então. Porém, no dia 13 de março de 2016, as manifestações superaram o número anterior e bateram recorde de público, com 6,7 milhões de pessoas nas ruas de todos os estados do país e no Distrito Federal de acordo com os organizadores, e 3,3 milhões de pessoas, de acordo com a Polícia Militar. Foi considerada a maior manifestação da história do País.
Os protestos de 13 de março continuaram com espontaneidade dentre os dias 16 e 22 de março. Em 17 de março nos estados do Acre, Alagoas, Manaus, Amapá, Bahia, Ceará, Distro Federal, Espírito Santo, Goiás, Maranhão, Minas Gerais, Mato Grosso do Sul, Mato Grosso, Pará, Paraíba, Pernambuco, Paraná, Rio de Janeiro, Rio Grande do Norte, Rio Grande do Sul, Rondônia, Roraima, Santa Catarina, Sergipe, São Paulo e Tocantins tiveram manifestantes contrários ao governo, após a presidente Dilma nomear Lula como ministro da Casa Civil.
Houve registros de panelaços também durante a cerimônia de posse de Lula no Palácio do Planalto, que posteriormente foi suspenso pela justiça.
Ainda em 2016, o movimento criou uma ferramenta em seu site, de nome "Mapa do Impeachment", para facilitar o contato entre cidadãos favoráveis ao impeachment de Dilma e os deputados federais, e um painel que exibia a posição de cada deputado sobre o processo.

## Posicionamentos
O movimento Vem pra Rua se declarou favorável ao impeachment de Dilma Rousseff e contrário a corrupção, a intervenção militar e ao golpe de Estado, ao separatismo e não compactua com governos autoritários.
Durante a pandemia de COVID-19 no Brasil, o movimento adotou um posicionamento para pressionar parlamentares a usar o dinheiro do fundo eleitoral para combater a doença no país.

## Criações do movimento
Dentro da atuação desse movimento, foram criados o "mapa do impeachment", que foi uma ferramenta que disponibilizava o posicionamento dos parlamentares sobre a votação do impeachment. Além disso, o Muro da Vergonha, que foi um painel inaugurado pelo movimento em São Paulo para mostrar o posicionamento dos deputados federais em relação ao impeachment de Dilma Rousseff.
Em 2019, o movimento criou ferramenta semelhante, o "mapa da segunda instância" que demonstra o posicionamento dos parlamentares em relação ao PEC que permite que condenados em segunda instância comecem a cumprir imediatamente suas sentenças.

## Controvérsias

### Financiamento
O movimento é criticado de forma recorrente pela falta de clareza quanto a forma de financiamento, quem são os doadores, e os valores de doações. Entretanto o próprio movimento afirma vir de doações voluntárias, e não ter vínculos com partidos políticos.
Em 2015, diversos jornalistas investigaram o Vem Pra Rua, e em março do mesmo ano revelaram que a Fundação Estudar financiou e deu apoio operacional ao movimento. A fundação é controlada pelo empresário Jorge Paulo Lemann, sócio da cervejaria Ambev e da rede de fast food Burger King.
A equipe da BBC Brasil teve acesso ao registro do site vemprarua.org.br, URL oficial usada pelo movimento nas eleições, e revelou que o domínio foi comprado pela Fundação Estudar. Ao final de 2014, o site foi excluído e o Vem Pra Rua mudou de endereço online. Em nota, a Fundação Estudar se disse "apartidária" e atribuiu o caso a uma "iniciativa isolada" de um ex-funcionário.

### Identidade de membro sob sigilo
Em dezembro de 2014, em uma entrevista ao Estadão, um dos fundadores, hoje ex-integrante, Rogério Chequer, comenta o fato da identidade do cofundador de codinome Collin Butterfield ser mantida em sigilo, sob a alegação que a pessoa não quer se expor, pelo fato de lidar com empresas.

### Apartidarismo
O movimento declara defender a causa apartidária do combate à corrupção e a prisão de corruptos, independentemente do partido, e apoia a operação Lava Jato em suas ações.
Antes do Impeachment, as ações do grupo tiveram como alvo majoritário o Partido dos Trabalhadores e o governo Dilma Rousseff.
Após o afastamento de Dilma Rouseff e posse de Michel Temer, o Vem Pra Rua sofreu crítica pela reação discreta às várias denúncias de corrupção envolvendo o alto escalão do governo provisório.
O movimento alegou, na época, que optou pelo "benefício da dúvida" ao novo governo, contudo apoiou a saída de ministros do governo Temer envolvidos na Lava Jato.
Em outubro de 2018, o movimento fez manifestações em apoio a Bolsonaro depois de centenas de simpatizantes de Fernando Haddad, terem saído à rua.
Após a posse do governo Bolsonaro em 2019, o movimento manteve o apoio a Lava Jato, ao governo Bolsonaro, e à luta contra a corrupção, especialmente após a mudança do entendimento do STF em relação a prisão em segunda instância, que, supostamente, gerou um retrocesso no combate a corrupção e impunidade no país, fazendo com que o movimento voltasse a convocar manifestações em todo país.
Junto com os movimentos Nas Ruas e Movimento Brasil Livre (MBL) em junho de 2019, o Vem pra Rua foi às ruas em várias cidades brasileiras carregando faixas com mensagens de apoio a Bolsonaro e seu ministro, Moro, e a políticas defendidas por ambos, como a reforma da Previdência. O Movimento também foi um dos responsáveis por convocar o ato Paulista
Em 2021, por conta da atuação do governo perante a pandemia, o Movimento Brasil Livre que integrava a base do apoio a Bolsonaro, trocou de posição e se alinhou com Dória e contra Bolsonaro. O Movimento não sairia para as ruas, pois seus lideres avaliam que não é adequado realizar atos de rua durante a pandemia e preferiram fazer oposição nas redes sociais e por meio de panelaços.

### Membro político
Em março de 2015 foi divulgado vídeo de 2013 onde o líder do Vem Pra Rua no estado do Espírito Santo, Armando Fontoura, bate o ponto e vai embora sem trabalhar. Ele era, à época do vídeo, funcionário do vereador Luiz Emanuel (PSDB) na câmara municipal de Vitória, e foi exonerado após a fraude ter sido revelada.
À época da divulgação do vídeo, além de líder do movimento, ele era também secretário-geral do PSDB na cidade.
O fato chamou a atenção pelo movimento defender a bandeira contra a corrupção.

### Intimidação de agente público
Em maio de 2015 foi divulgado vídeo onde o professor de Direito Henrique Quintanilha, uma das lideranças do Vem Pra Rua na Bahia, intimida agentes de trânsito que o multaram por estacionar em vaga reservada a deficientes físicos e idosos.
No vídeo o professor utiliza de carteirada e tráfico de influência junto ao prefeito de Salvador ACM Neto para intimidar os agentes da Transalvador a cancelar a multa.
Quintanilha é conhecido por sua militância no Vem Pra Rua e no combate à corrupção, o que gerou críticas quanto a sua postura no episódio.

### Citação na Vaza Jato
No arquivo da Vaza Jato, publicado pelo The Intercept, é apontado que Deltan Dallagnol usou grupos políticos para ser um dos seus porta vozes pessoais. Um dos citados é o Movimento Vem Pra Rua.